# UCI Asia Tour 2014
L'UCI Asia Tour 2014 fu la decima edizione dell'UCI Asia Tour, uno dei cinque circuiti continentali di ciclismo dell'Unione Ciclistica Internazionale. Era composto da quarantuno corse che si tennero tra ottobre 2013 e settembre 2014 in Asia, tra le quali le gare dei campionati asiatici di ciclismo su strada.

## Calendario

### Ottobre 2013
| Data  | Prova            | Cat. | Vincitore        | Squadra                 |
| ----- | ---------------- | ---- | ---------------- | ----------------------- |
| 6     | Tour of Almaty   | 1.2  | Maksim Iglinskij | Astana Pro Team         |
| 21    | Japan Cup (2013) | 1.HC | Michael Rogers   | Team Saxo-Tinkoff       |
| 20-28 | Tour of Hainan   | 2.HC | Moreno Hofland   | Belkin Pro Cycling Team |

### Novembre 2013
| Data  | Prova                              | Cat. | Vincitore           | Squadra                           |
| ----- | ---------------------------------- | ---- | ------------------- | --------------------------------- |
| 2-5   | Banyuwangi Tour de Ijen            | 2.2  | Mirsamad Pourseyedi | Tabriz Petrochemical Cycling Team |
| 2-10  | Tour of Taihu                      | 2.2  | Jurij Metlušenko    | Torku Şekerspor                   |
| 10    | Tour de Okinawa                    | 1.2  | Sho Hatsuyama       | Team Bridgestone Anchor           |
| 12    | Tour of Nanjing                    | 1.2  | Alois Kaňkovský     | ASC Dukla Praha                   |
| 16-18 | Tour of Fuzhou                     | 2.2  | Rahim Ememi         | RTS Racing Team                   |
| 22-25 | Sharjah International Cycling Tour | 2.2  | Roman Van Uden      | Node 4-Giordana Cycling           |

### Dicembre 2013
| Data | Prova                            | Cat. | Vincitore                     | Squadra                 |
| ---- | -------------------------------- | ---- | ----------------------------- | ----------------------- |
| 4-7  | Tour of Al Zubarah               | 2.2  | Yousif Mirza                  | Emirati Arabi Uniti     |
| 15   | CFI International race 1, Mumbai | 1.2  | Nur Amirul Fakhruddin Marzuki | Terengganu Cycling Team |
| 17   | CFI International race 2, Jaipur | 1.2  | Anwar Azis Muhd Shaiful       | Terengganu Cycling Team |
| 22   | CFI International race 3, Delhi  | 1.2  | Mohd Nor Umardi Rosdi         | Terengganu Cycling Team |

### Febbraio
| Data  | Prova            | Cat. | Vincitore         | Squadra                             |
| ----- | ---------------- | ---- | ----------------- | ----------------------------------- |
| 5-8   | Dubai Tour       | 2.1  | Taylor Phinney    | BMC Racing Team                     |
| 9-14  | Tour of Qatar    | 2.HC | Niki Terpstra     | Omega Pharma-Quickstep Cycling Team |
| 18-23 | Tour of Oman     | 2.HC | Chris Froome      | Team Sky                            |
| 27-8  | Tour de Langkawi | 2.HC | Samad Poor Seiedi | Tabriz Petrochemical Cycling Team   |

### Marzo
| Data | Prova          | Cat. | Vincitore        | Squadra               |
| ---- | -------------- | ---- | ---------------- | --------------------- |
| 9-13 | Tour de Taïwan | 2.1  | Rémy Di Grégorio | La Pomme Marseille 13 |

### Aprile
| Data  | Prova                | Cat. | Vincitore              | Squadra                        |
| ----- | -------------------- | ---- | ---------------------- | ------------------------------ |
| 1-6   | Tour de Thaïlande    | 2.2  | Yasuharu Nakajima      | Aisan Racing                   |
| 21-24 | Tour des Philippines | 2.2  | Mark John Lexer Galedo | 7 Eleven Road Bike Philippines |
| 27    | Melaka Governor Cup  | 1.2  | Alexandr Pliuschin     | Skydive Dubai                  |

### Maggio
| Data  | Prova                                   | Cat. | Vincitore         | Squadra              |
| ----- | --------------------------------------- | ---- | ----------------- | -------------------- |
| 6-10  | Tour de Khatulistiwa                    | 2.2  | annullata         | annullata            |
| 18-25 | Tour of Japan                           | 2.1  | Samad Poor Seiedi | Tabriz Petrochemical |
| 29    | Campionati asiatici-Cronometro          | CC   | Dmitrij Gruzdev   | Kazakistan           |
| 29    | Campionati asiatici-Cronometro Under-23 | CC   | Viktor Okišev     | Kazakistan           |
| 29-1  | Tour de Kumano                          | 2.2  | Francisco Mancebo | Skydive Dubai        |
| 31    | Campionati asiatici-In linea Under-23   | CC   | Vadim Galejev     | Kazakistan           |

### Giugno
| Data  | Prova                          | Cat. | Vincitore        | Squadra                   |
| ----- | ------------------------------ | ---- | ---------------- | ------------------------- |
| 1     | Campionati asiatici-Cronometro | CC   | Ruslan Tileubaev | Kazakistan                |
| 7-15  | Tour of Singkarak              | 2.2  | Amir Zargari     | Pishgaman Yazd            |
| 8-15  | Tour de Korea                  | 2.1  | Hugh Carthy      | Rapha Condor JLT          |
| 17-22 | Azerbaijan International Tour  | 2.2  | Ghader Mizbani   | Tabriz Petrochemical Team |
| 21    | Golan I                        | 1.2  | annullato        | annullato                 |
| 23    | Golan II                       | 1.2  | annullato        | annullato                 |
| 26    | Golan III                      | 1.2  | annullato        | annullato                 |

### Luglio
| Data | Prova                | Cat. | Vincitore      | Squadra            |
| ---- | -------------------- | ---- | -------------- | ------------------ |
| 6-19 | Tour of Qinghai Lake | 2.HC | Ilya Davidenok | Astana Continental |

### Agosto
| Data  | Prova                         | Cat. | Vincitore    | Squadra     |
| ----- | ----------------------------- | ---- | ------------ | ----------- |
| 13-17 | Tour of Qinghai-Tibet Plateau | 2.2  | annullato    | annullato   |
| 20-24 | Tour of Borneo                | 2.2  | annullato    | annullato   |
| 12-17 | Kerman Tour                   | 2.2  | annullato    | annullato   |
| 30-6  | Tour of China I               | 2.1  | Kamil Gradek | BDC Marcpol |

### Settembre
| Data  | Prova             | Cat. | Vincitore        | Squadra                   |
| ----- | ----------------- | ---- | ---------------- | ------------------------- |
| 6-7   | Tour of East Java | 2.2  | Ghader Mizbani   | Tabriz Petrochemical Team |
| 8-14  | Tour of China II  | 2.1  | Boris Špilevskij | RTS-Santic Racing         |
| 13-15 | Tour de Hokkaido  | 2.2  | Joshua Prete     | Budget Forklifts          |

### Ottobre
| Data  | Prova          | Cat. | Vincitore         | Squadra               |
| ----- | -------------- | ---- | ----------------- | --------------------- |
| 5     | Tour of Almaty | 1.1  | Aleksej Lucenko   | Astana Pro Team       |
| 16-19 | Tour de Ijen   | 2.2  | Peter Pouly       | Singha Infinite       |
| 19    | Japan Cup      | 1.HC | Nathan Haas       | Garmin-Sharp          |
| 20-28 | Tour of Hainan | 2.HC | Julien Antomarchi | La Pomme Marseille 13 |

### Novembre
| Data  | Prova                              | Cat. | Vincitore          | Squadra              |
| ----- | ---------------------------------- | ---- | ------------------ | -------------------- |
| 1-9   | Tour of Taihu                      | 2.1  | Sam Witmitz        | Budget Forklifts     |
| 9     | Tour de Okinawa                    | 1.2  | Nariyuki Masuda    | Utsunomiya Blitzen   |
| 11    | Tour of Yancheng Costal Wetlands   | 1.2  | Jesse Kerrison     | Budget Forklifts     |
| 14-16 | Tour of Fuzhou                     | 2.2  | Samad Poor Seiedi  | Tabriz Petrochemical |
| 28-1  | Sharjah International Cycling Tour | 2.2  | Alexandr Pliuschin | Sky Dive Dubai       |

### Dicembre
| Data  | Prova             | Cat. | Vincitore | Squadra |
| ----- | ----------------- | ---- | --------- | ------- |
| 13-17 | Jelajah Malaysia  | 2.2  |           |         |
| 17-20 | Tour d'Al Zubarah | 2.2  |           |         |

## Classifiche
Classifiche finali.
| Pos. | Corridore         | Squadra      | Punti |
| ---- | ----------------- | ------------ | ----- |
| 1    | Samad Poor Seiedi | Tabriz       | 480   |
| 2    | Boris Špilevskij  | RTS-Santic   | 408   |
| 3    | Alois Kaňkovský   | Dukla Praha  | 362   |
| 4    | Jurij Metlušenko  | Torku Şek.   | 338   |
| 5    | Ilya Davidenok    | Cont. Astana | 272   |
| 6    | Ghader Mizbani    | Tabriz       | 268   |
| 7    | Grega Bole        | Vini Fantini | 215   |
| 8    | Rahim Emami       | Pishgaman    | 193   |
| 9    | Julien Antomarchi | La Pomme     | 190   |
| 10   | Kamil Gradek      | BDC MarcPol  | 272   |

| Pos. | Squadra                        | Punti |
| ---- | ------------------------------ | ----- |
| 1    | Tabriz Petrochemical           | 1 022 |
| 2    | ASC Dukla Praha                | 602   |
| 3    | La Pomme Marseille 13          | 571   |
| 4    | RTS-Santic Racing              | 547   |
| 5    | Kolss Cycling Team             | 513   |
| 6    | Pishgaman Yazd                 | 492   |
| 7    | Skydive Dubai Pro Cycling Team | 464   |
| 8    | Vini Fantini-Nippo             | 422   |
| 9    | Drapac Professional Cycling    | 421   |
| 10   | Team Budgetg Forklifts         | 391   |

| Pos. | Nazione             | Punti |
| ---- | ------------------- | ----- |
| 1    | Iran                | 1 473 |
| 2    | Kazakistan          | 845   |
| 3    | Giappone            | 482   |
| 4    | Corea del Sud       | 370   |
| 5    | Hong Kong           | 364   |
| 6    | Malaysia            | 350   |
| 7    | Emirati Arabi Uniti | 187   |
| 8    | Uzbekistan          | 176   |
| 9    | Indonesia           | 146   |
| 10   | Thailandia          | 145   |